# 格里塞尔
格里塞尔，是西班牙阿拉贡自治区萨拉戈萨省的一个市镇。 总面积15平方公里，总人口55人（2001年），人口密度4人/平方公里。